# 托桑托斯
托桑托斯，是西班牙卡斯蒂利亚-莱昂布尔戈斯省的一个市镇。总面积6平方公里，总人口59人（2001年），人口密度10人/平方公里。